# Spoorlijn Amsterdam - Zutphen
De Oosterspoorweg is de spoorweg van Amsterdam naar het oosten van Nederland. De lijn werd aangelegd door de Hollandsche IJzeren Spoorweg-Maatschappij (HIJSM) en loopt van Amsterdam via Hilversum, Amersfoort en Apeldoorn naar Zutphen. Vanaf Apeldoorn rijden doorgaande treinen verder over de aftakking Apeldoorn - Deventer.
Het traject Amsterdam – Amersfoort wordt ook wel de Gooilijn genoemd, in de gemeente Barneveld staat de Oosterspoorweg ook bekend als het Hollandse spoor. De spoorlijn doorsnijdt tussen Weesp en station Naarden-Bussum het Naardermeer.

## Geschiedenis

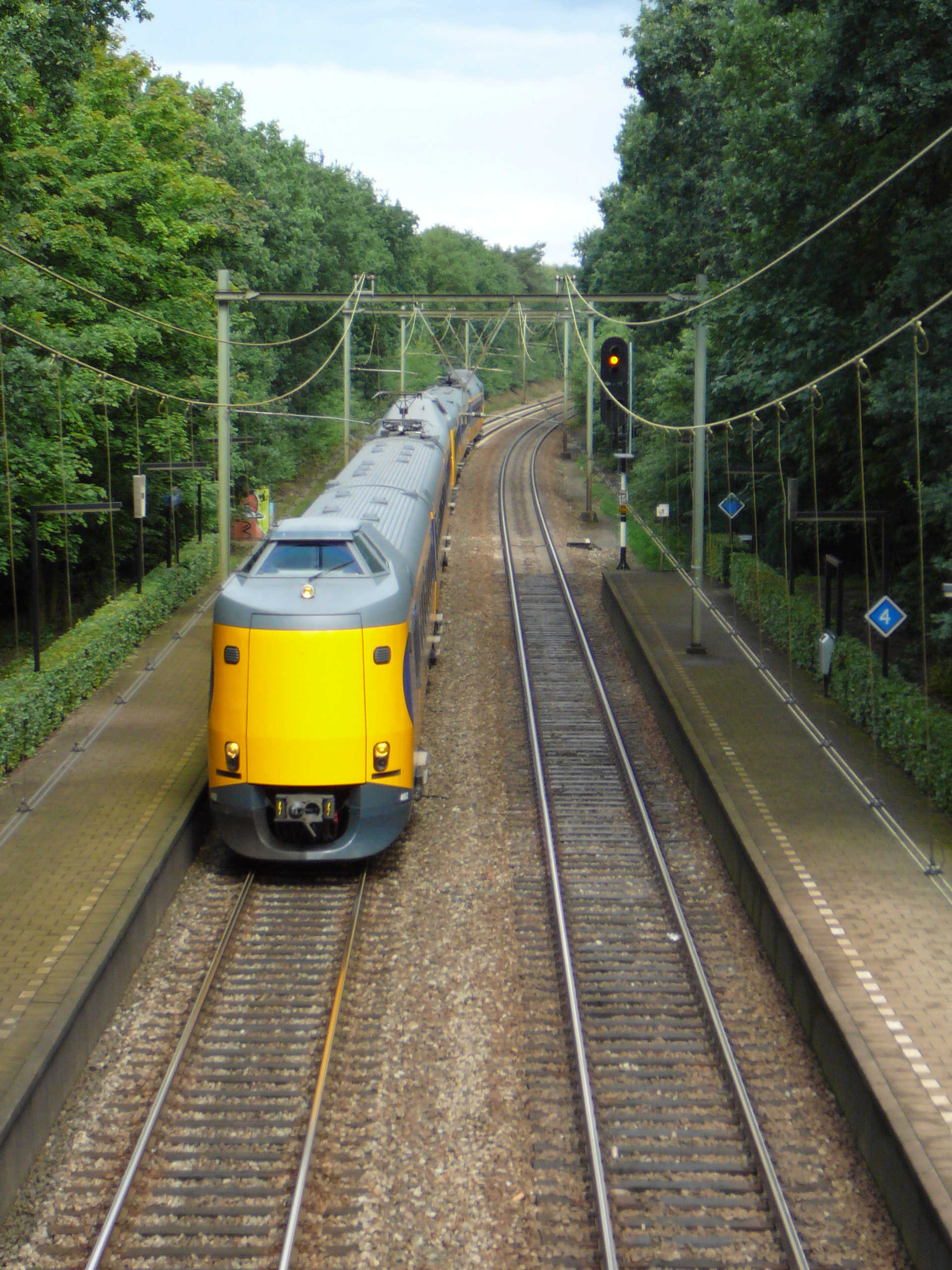
ICMm passeert station Hilversum Media Park.

In de tijd dat de spoorwegmaatschappijen nog met elkaar concurreerden, besloot de HIJSM een eigen spoorlijn tussen de hoofdstad en het Duitse Ruhrgebied aan te leggen, als alternatief op de spoorlijn Amsterdam - Elten van de NRS. Het deel tussen het Amsterdamse station Oosterdok en Amersfoort (de Gooilijn) werd geopend in 1874. De verlenging naar Apeldoorn en Zutphen kwam in 1876 gereed.
In Apeldoorn werd in 1887 ook een aftakking aangelegd die rechtstreeks naar paleis Het Loo liep; de zogeheten Loolijn (ook wel Paleisspoorlijn of Koningslijn). Vanaf Zutphen zorgde de Nederlandsch-Westfaalsche Spoorweg-Maatschappij voor de aanleg van de spoorlijn naar Duitsland. Het traject naar Winterswijk kwam in 1878 gereed. De spoorlijn naar het Duitse Borken werd ten slotte in 1880 in gebruik genomen. Hiermee had de oudste spoorwegmaatschappij van Nederland een eigen spoorwegverbinding met het Duitse Ruhrgebied. De nieuwe verbinding was in het begin vooral van belang voor het kolenvervoer.
In 1874 werd tevens de zijtak van Hilversum naar Utrecht Maliebaan en Utrecht Lunetten geopend. Hierdoor kreeg de HSM, naast de ruim 30 jaar oudere Rhijnspoorweg, ook een eigen spoorverbinding tussen Amsterdam en Utrecht.

### Stations en gebouwen
Zie verder: Spoorlijn Hilversum - Lunetten.
De Oosterspoorweg begon aanvankelijk in het tijdelijke station Amsterdam Oosterdok. Dit station lag ten oosten van de Oosterdoksdoorgang. In 1879 brandde het station Oosterdok af. Hierna werd de in 1878 aangelegde verbindingsbaan tussen de stations Oosterdok en station Amsterdam Westerdok, waar de HSM-treinen naar Haarlem en Zaandam hun vertrekpunt hadden, ook voor reizigersvervoer gebruikt en kregen de treinen van de Oosterspoorweg Amsterdam Westerdok als start- en eindpunt. Tien jaar later kwam het nieuwe Centraal Station gereed.
Bij de opening van het eerste gedeelte van de lijn in 1874 kwamen er ook stations in Weesp, Naarden-Bussum, Hilversum en Baarn. In Amersfoort werd gebruikgemaakt van het station van de NCS. In 1876 kwam de lijn naar Zutphen gereed. De stations die dat jaar langs deze lijn werden geopend waren: Barneveld-Voorthuizen, Assel, Apeldoorn en Voorst. In Zutphen werd gebruikgemaakt van het station van de SS aan de spoorlijn Arnhem - Leeuwarden.
Na de opening van de spoorlijn werden er nog diverse stations en halteplaatsen langs de spoorlijn geopend. In 1882 werd station Klarenbeek geopend en in 1890 werd station Amsterdam Muiderpoort in Amsterdam-Oost geopend.
In Amersfoort werd in 1902 een nieuw gezamenlijk station in gebruik genomen voor de Oosterspoorweg en de spoorlijn naar Kesteren van de HSM en de Centraalspoorweg van de NCS. Een jaar later werd de spoorlijn Nijkerk - Ede-Wageningen geopend. Deze lijn kruiste bij station Barneveld-Voorthuizen de Oosterspoorweg met een viaduct. Om overstappen tussen beide spoorlijnen mogelijk te maken werd de Stopplaats Barneveld Kruispunt in gebruik genomen. De lijn Nijkerk - Barneveld werd in 1937 alweer gesloten. Ter hoogte van de kruising werd een verbindingsspoor met de Oosterspoorweg aangelegd. Het oude station Barneveld-Voorthuizen aan deze lijn werd in 1938 gesloten en heropend aan het verbindingsspoor. In 1981 kreeg dit station de naam Barneveld Noord. Tegenwoordig zijn er weer plannen in Barneveld opnieuw een station aan de Oosterspoorweg te openen. Eveneens in de jaren dertig werden de sporen ten oosten van Amsterdam in het kader van de Spoorwegwerken Oost op een verhoogd dijklichaam gelegd. De halte Muiderpoort werd in 1939 door een nieuw hooggelegen station vervangen. Dit station werd een zogenaamd Vorkstation waar voortaan ook de treinen konden stoppen die via de omgelegde Rhijnspoorweg naar Utrecht reden.
Na de Tweede Wereldoorlog werden langs de Oosterspoorweg diverse voorstadshaltes geopend. In 1966 werd het station Bussum Zuid in gebruik genomen. In 1974 volgden Diemen en Hilversum NOS. In 2006 werden de haltes Apeldoorn De Maten en Voorst-Empe geopend. De laatstgenoemde halte kwam op de plaats waar tot 1938 het station Voorst in gebruik was. Op 13 december 2009 werd tussen de bestaande stations Amsterdam Muiderpoort en Diemen de nieuwe halte Amsterdam Science Park geopend.
Van de oorspronkelijke stationsgebouwen zijn alleen de gebouwen van Baarn en Apeldoorn bewaard gebleven. In Naarden-Bussum kwam in 1926 het huidige stationsgebouw gereed en in 1967 werd het stationsgebouw van Weesp vervangen. Het oorspronkelijke stationsgebouw van Hilversum werd in 1992 vervangen door nieuwbouw. Het stationsgebouw van Amersfoort volgde in 1997.
In 2007 werd het emplacement van station Hilversum gereconstrueerd. Er werd een tweede eilandperron aangelegd en de grote overweg werd vervangen door een fietstunnel. Door deze aanpassingen werd het mogelijk om vanaf december 2007 weer alle Intercity's in Hilversum te laten stoppen. Hiermee is de situatie van voor 1995 hersteld. Uiteindelijk werd ook de oude Post T, verkeersleidingspost, gesloopt om ruimte te maken voor een verlenging van het eerste eilandperron.
Hieronder een overzicht van alle stations langs de lijn (cursief: voormalig station):
| Station                 | Geopend | Huidig gebouw                                                                                |
| ----------------------- | ------- | -------------------------------------------------------------------------------------------- |
| Amsterdam Centraal      | 1889    | 1889, SS, 1e gebouw, uniek ontwerp van o.a. Cuypers                                          |
| Amsterdam Oosterdok     | 1874    | geen, station gesloten in 1879                                                               |
| Kattenburgerbrug        | 1882    | geen, station gesloten in 1897                                                               |
| Sint Anthoniedijk       | 1882    | geen, station gesloten in 1896                                                               |
| Amsterdam Muiderpoort   | 1896    | 1939, NS, 2e gebouw, uniek ontwerp van Schelling, station gesloten tussen 1937 en 1939       |
| Amsterdam Science Park  | 2009    | 2009, NS, 1e gebouw, uniek ontwerp                                                           |
| Diemen                  | 1882    | 1974, NS, 2e gebouw, type Sextant, station gesloten van 1913 tot 1974                        |
| Overweg langs de Diemen | 1882    | geen, station gesloten in 1914                                                               |
| Weesp                   | 1874    | 1967, NS, 2e gebouw, uniek ontwerp van Douma                                                 |
| Keverdijksche Weg       | 1874    | geen, station gesloten in 1930                                                               |
| Naarden-Bussum          | 1874    | 1926, HIJSM, 2e gebouw, uniek ontwerp van Schelling                                          |
| Heerenstraat            | 1895    | geen, station gesloten in 1914                                                               |
| Bussum Zuid             | 1966    | 1974, NS, 1e gebouw, type Sextant                                                            |
| Grintweg                | 1874    | geen, station gesloten in 1915                                                               |
| Kraailooschenweg        | 1881    | geen, gesloten in 1907                                                                       |
| Hilversum Media Park    | 1974    | 1974, NS, 1e gebouw, uniek ontwerp van Douma                                                 |
| Hilversum               | 1874    | 1992, NS, 2e gebouw, uniek ontwerp van Van Belkum                                            |
| Zwarte Weg              | 1874    | geen, station gesloten in 1898                                                               |
| Baarn                   | 1874    | 1874, HIJSM, 1e gebouw, uniek ontwerp van van Gendt                                          |
| Groote Melmweg          | 1892    | geen, station gesloten in 1898                                                               |
| Amersfoort Aansluiting  | 1889    | geen, station vervangen door Amersfoort Centraal in 1901                                     |
| Amersfoort Centraal     | 1901    | 1997, NS, 2e gebouw, uniek ontwerp van Van Belkum                                            |
| Amersfoort NCS          | 1863    | 1863, NCS, 1e gebouw, NCS 1e klasse, station in 1901 vervangen door nieuw station Amersfoort |
| Amersfoort Koppel       | 1905    | geen, station gesloten in 1938                                                               |
| Bloemendaalsche Weg     | 1901    | geen, station gesloten in 1905                                                               |
| Hoevelaken              | 2012    | 2012, NS, 1e gebouw, uniek ontwerp                                                           |
| Terschuur               | 1888    | geen, station gesloten in 1944 en tussen 1931 en 1942                                        |
| Barneveld-Voorthuizen   | 1876    | geen, station gesloten in 1938                                                               |
| Stroe                   | 1881    | geen, station gesloten in 1938                                                               |
| Kootwijk                | 1902    | geen, station gesloten in 1934                                                               |
| Assel                   | 1876    | geen, station gesloten in 1944 en tussen 1935 en 1943                                        |
| Apeldoorn               | 1876    | 1875, HIJSM, 1e gebouw, uniek ontwerp                                                        |
| Apeldoorn De Maten      | 2006    | 2006, NS, 1e gebouw, uniek ontwerp                                                           |
| Klarenbeek              | 1882    | geen, gebouw gesloopt in 1976, station gesloten tussen 1938 en 1940 en van 1941 tot 1942     |
| Voorst-Empe             | 1876    | geen, gebouw gesloopt in 1946, station gesloten van 1938 tot 2006                            |
| Hoven                   | 1882    | geen, station gesloten in 1941 en van 1917 tot 1940                                          |
| Zutphen                 | 1865    | 1952, NS, 2e gebouw, uniek ontwerp van Schelling                                             |

De stations Amersfoort NCS en Zutphen waren al eerder aan andere spoorlijnen geopend.

## Elektrificatie
De elektrificatie van de Gooilijn Amsterdam – Hilversum – Amersfoort kwam gereed in 1946. De lijn Amersfoort – Apeldoorn werd in 1951 geëlektrificeerd. Omdat de spoorlijn Apeldoorn - Deventer en verder naar Twente en Noord-Duitsland na de fusie tussen de verschillende spoorwegmaatschappijen in 1917 de belangrijkste Oost-westverbinding was geworden, werd deze lijn in 1951 geëlektrificeerd. De lijn Apeldoorn – Zutphen degradeerde hiermee definitief tot zijlijn en heeft nog altijd geen bovenleiding. De dienst wordt hier sinds de jaren vijftig uitgevoerd met dieseltractie.

## Uitbreidingen vanaf de jaren 80
Sinds 1987 is er in Weesp een aftakking naar Almere en Lelystad, de Flevolijn. Hiertoe is het station van Weesp uitgebouwd tot overstapstation. In 1993 kwam ook de aansluiting op de zuidelijke tak van de Ringspoorbaan tot stand, waardoor het Gooi en Weesp ook een verbinding kregen met Duivendrecht, Amsterdam Zuid en Schiphol. Tussen 1994 en 1997 werd in het kader van Rail21 het spoor verdubbeld tussen de Gaasperdammerweg en Weesp, hiervoor was ook een tweede spoorbrug nodig over het Amsterdam-Rijnkanaal. Tussen de Gaasperdammerweg aansluiting en de brug is de lijn zessporig. Sindsdien zijn de treindiensten op deze lijnen en de Gooilijn geïntegreerd. Sinds 2003 is de Gooiboog in gebruik. Hierdoor is een rechtstreekse treindienst mogelijk tussen Almere en Naarden-Bussum, Hilversum en Utrecht.
In tegenstelling tot aan andere drukke spoorlijnen, zoals Utrecht – Arnhem, waar een spoorverdubbeling was gepland, is tot op heden nog nooit een plan geweest om Amsterdam Centraal – Amersfoort in zijn geheel te verdubbelen naar vier sporen. Voor de gedeeltes Weesp – Hilversum en Muiderpoort – Gaasperdammerweg zijn wel plannen geweest voor een spoorverdubbeling.

## Dienstregeling

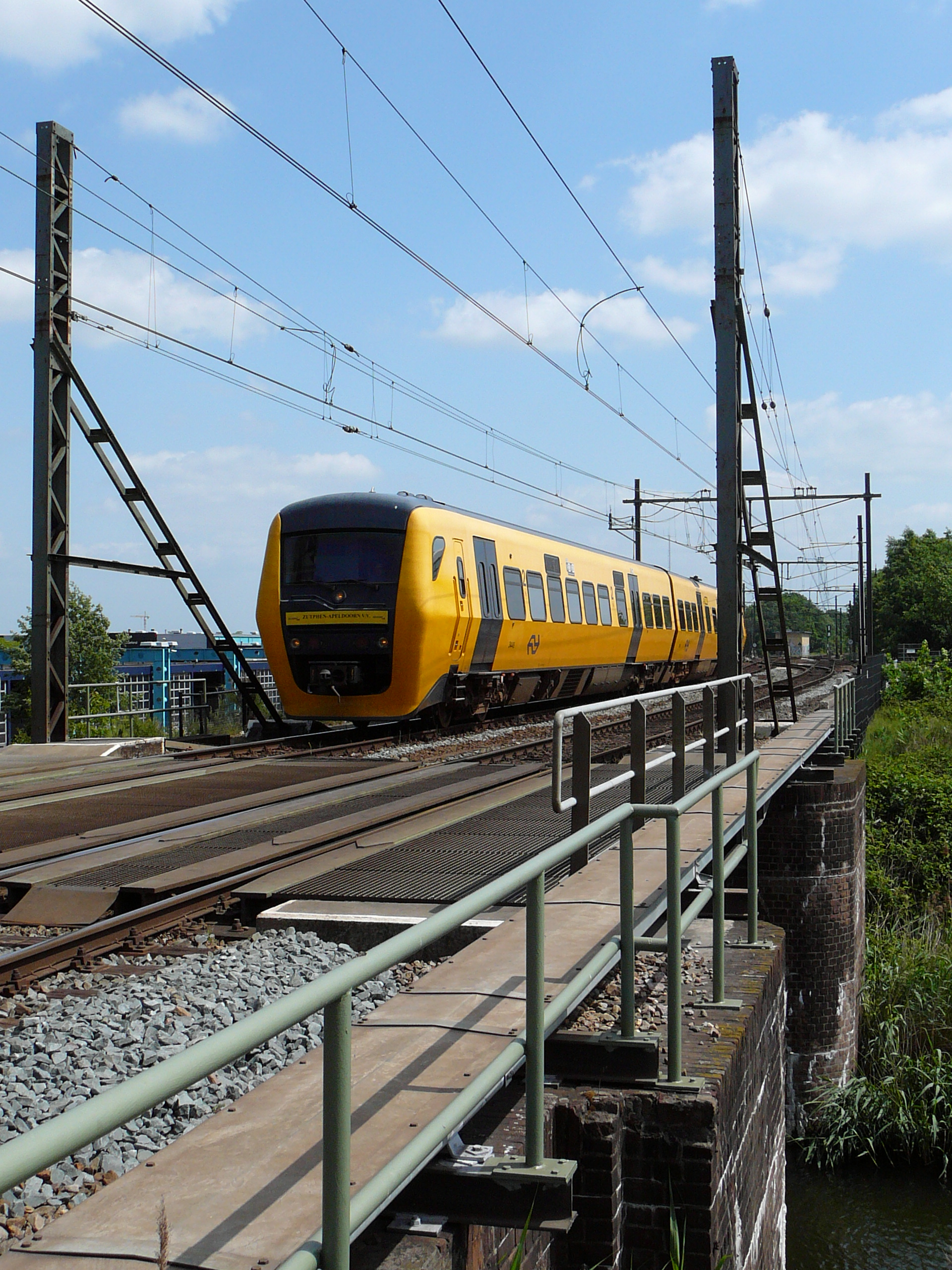
DM '90 rijdt vanuit Zutphen Apeldoorn binnen. Het treinstel is onder de frontruit voorzien van een sticker voor deze dienst.

De Oosterspoorweg is door de HSM aangelegd als verbinding tussen Amsterdam en het Duitse Ruhrgebied. De lijn moest concurreren met de bestaande Rhijnspoorweg van de NRS. De treinen van de HSM gingen hierbij in Winterswijk de grens over. Vanaf 1890 mocht de HSM ook via Kesteren en Nijmegen naar Duitsland rijden. Tussen Amsterdam en Amersfoort reden deze treinen ook via de Oosterspoorweg. Weer enkele jaren later was de oorspronkelijke lokaallijn van de KNLS tussen Apeldoorn en Almelo verbouwd tot hoofdspoorweg en kon de HSM ook via Oldenzaal de grens over. De HSM verzorgde de exploitatie op deze lijn.
Door de belangengemeenschap die SS en de HIJSM in 1917 sloten, kwam er een eind aan de concurrentie. De grensovergangen bij Nijmegen en Winterswijk werden hierbij al snel minder belangrijk. De meeste reizigerstreinen die over de Oosterspoorweg naar Duitsland reden, gingen via de grensovergang bij Oldenzaal. De lijn via Winterswijk werd voornamelijk nog gebruikt voor kolenvervoer. In 1940 werd deze lijn gesloten voor reizigersvervoer. Via Kesteren en Nijmegen reden wel enkele doorgaande treinen naar Zuid-Limburg die 's zomers doorreden naar bijvoorbeeld Bazel. De doorgaande D-treinen naar Nijmegen en Duitsland via Kleef reden tot begin jaren dertig. Op 7 september 1944 kwam er definitief een einde aan de doorgaande treindiensten via Kesteren. De Rijnbrug bij Rhenen was gebombardeerd en werd niet meer hersteld voor spoorwegverkeer. Het treinverkeer op de Oosterspoorweg concentreerde zich na de Tweede Wereldoorlog dus op de lijn Amsterdam – Amersfoort – Apeldoorn – Deventer – Twente / Noord-Duitsland. Daarnaast gingen er na het samengaan van de spoorwegmaatschappijen ook doorgaande treinen tussen Amsterdam, Zwolle en de noordelijke provincies rijden. De lijn Apeldoorn – Zutphen werd gedegradeerd tot regionale zijlijn.

### Na de Tweede Wereldoorlog
De treindienst op de Oosterspoorweg bestond na de oorlog lange tijd uit doorgaande sneltreinen tussen Amsterdam en Enschede, Groningen en Leeuwarden, een enkele keer aangevuld met een trein van/naar Duitsland en voorts stoptreinen tussen Amsterdam en Amersfoort en Utrecht (via Hilversum). Tussen Amersfoort en de aansluiting bij Barneveld-Voorthuizen reden de treinen naar Ede-Wageningen en tussen Amersfoort en Apeldoorn reden ook de sneltreinen uit Rotterdam, Den Haag en Utrecht naar Enschede. Op dit traject reden geen stoptreinen vanwege het ontbreken van tussenstations. Ten slotte reden vanaf begin jaren 50 tussen Apeldoorn en Zutphen doorgaande stoptreinen naar Winterswijk en (niet in elke dienstregeling) Enschede.

### Spoorslag '70
Bij het invoeren van de nieuwe dienstregeling bij Spoorslag '70 werd de dienstregeling op het traject geïntensiveerd. De sneltreinen werden intercity's en gingen in plaats van (voornamelijk) eenmaal per uur voortaan ieder half uur rijden. Het ene halfuur werd naar Zwolle en het noorden gereden, het andere halfuur naar Twente. De intercity's uit Utrecht reden hierbij juist om en om naar de andere bestemming. In Amersfoort kon cross-platform overgestapt worden, waardoor er in principe een halfuurdienst ontstond tussen de grote steden in de Randstad en de grote steden in het noorden en oosten van het land. De stoptreinen tussen Amsterdam en Amersfoort reden voortaan eenmaal per uur door naar Zwolle. Dit duurde echter maar enkele jaren. Voor de treindienst tussen Apeldoorn en Zutphen veranderde weinig.

### Nieuwe spoorlijnen, nieuwe diensten
Door de komst van een aantal nieuwe spoorlijnen en aansluitingen tussen 1987 en 2003, veranderde de dienstregeling op de Oosterspoorweg, met name tussen Amsterdam en Amersfoort, regelmatig. In 1987 kwam het eerste gedeelte van de Flevolijn gereed. Hierdoor werd de treindienst tussen Amsterdam en Weesp sterk geïntensiveerd. Zes jaar later werd de Zuidtak van de Ringspoorbaan in gebruik genomen. Onder andere de stoptreinen uit Utrecht reden voortaan via deze spoorlijn richting Schiphol. Vanaf 1995 werden de intercity's uit het noorden en oosten in Amersfoort gesplitst in een deel naar Amsterdam Centraal en een deel naar Amsterdam Zuid en Schiphol via de Zuidtak. Hierdoor werd het aantal intercity's op het traject Weesp - Amersfoort verdubbeld. De stop in Hilversum kwam hierbij te vervallen. De stoptreinen tussen Amsterdam en Amersfoort werden sneltreinen die het ene halfuur tussen Amsterdam en Amersfoort reden en het andere halfuur tussen Schiphol en Amersfoort. Eenzelfde constructie werd bedacht voor de stoptreinen naar Flevoland en Utrecht. In Weesp kon telkens cross-platform worden overgestapt voor de andere richting. In de loop der jaren zijn deze constructies een aantal keer veranderd en vereenvoudigd. Ten slotte kwam in 2003 de Gooiboog gereed. Hierdoor ging een aantal treinen uit Utrecht en Hilversum richting Almere rijden.
Tussen alle nieuwe spoorlijnen en ingewikkelde constructies door kwam er in 1993 een einde aan de rechtstreekse stoptreinen tussen Apeldoorn en Winterswijk. Voortaan werd er gependeld tussen Apeldoorn en Zutphen en tussen Zutphen en Winterswijk.

### Vanaf Dienstregeling 2007

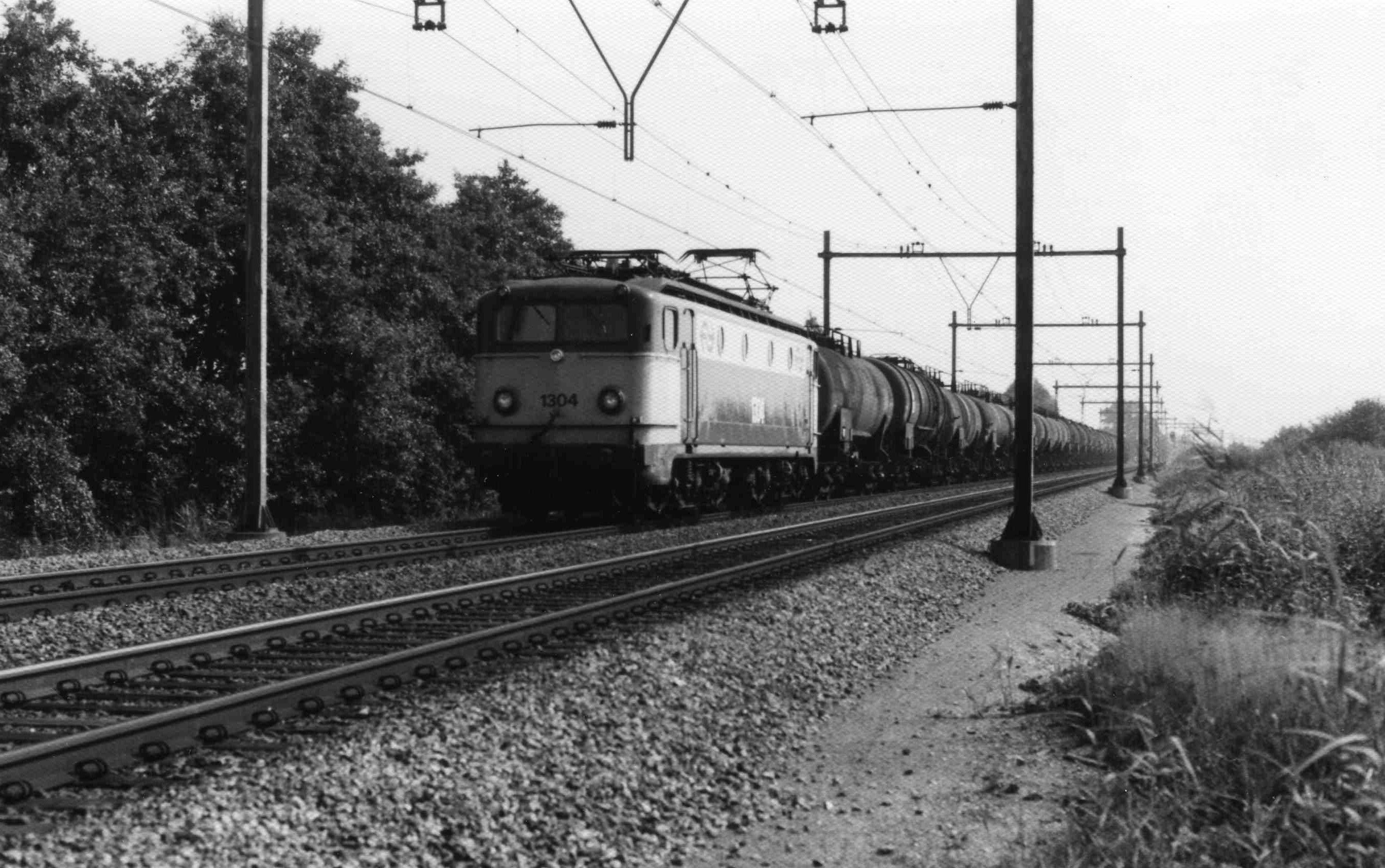
Olietrein bij Terschuur in oktober 1979.

In december 2006 nam de NS een geheel nieuwe dienstregeling in gebruik. De intercity's uit het noorden en oosten rijden voortaan geheel naar Amsterdam Zuid en Schiphol. Voor de intercitydienst tussen Amsterdam Centraal en Amersfoort werd een aparte treindienst ontwikkeld. Deze treinen reden in de spits en op enkele andere tijdstippen van en naar Deventer. Een jaar later keerde de intercity-stop in Hilversum terug en gingen de sneltreinen tussen Amsterdam en Amersfoort weer als stoptrein rijden.
De treindienst tussen Apeldoorn en Zutphen werd tussen 2004 en 2012 uitgevoerd door RegioNS, een samenwerkingsverband van personeel van de Nederlandse Spoorwegen in Zutphen. Zij exploiteerden in een grote mate van zelfstandigheid de spoorlijn tussen Apeldoorn en Zutphen. Voor die dienst waren 4 DM '90-treinstellen beschikbaar. Sinds 9 december 2012 wordt het traject Apeldoorn – Zutphen door Arriva geëxploiteerd.

## Treindiensten
| Serie            | Treinsoort                                       | Route | Bijzonderheden |
| ---------------- | ------------------------------------------------ | --- | --- |
| 140/240 IC 77    | Intercity (NS International / DB Fernverkehr)    | Amsterdam Centraal – Hilversum – Amersfoort Centraal – Apeldoorn – Deventer – Hengelo – Bad Bentheim – Rheine – Osnabrück Hbf – Bünde (Westf) – Hannover Hbf – Berlin-Spandau – Berlin Hbf – Berlin Ostbahnhof | Stopt niet in Almelo. Rijdt elke twee uur. |
| 1500             | Intercity (NS)                                   | Amsterdam Centraal – Hilversum – Amersfoort Centraal – Apeldoorn – Deventer | Rijdt op werkdagen tijdens de spits van/naar Deventer. Tussen de spitsen is dat 1x per 2 uur. Rijdt in het weekend enkele ritten van/naar Deventer. |
| 1700             | Intercity (NS)                                   | Den Haag Centraal – Gouda – Utrecht Centraal – Amersfoort Centraal – Apeldoorn – Deventer – Almelo – Hengelo – Enschede                                                                                        | Rijdt na 20:00 uur tussen Enschede en Utrecht Centraal en rijdt dan vanaf Utrecht Centraal door als Intercity 2800 naar Rotterdam Centraal. |
| 2400             | Intercity direct (NS)                            | Lelystad Centrum – Almere Buiten – Almere Centrum – Amsterdam Zuid – Schiphol Airport – Rotterdam Centraal | Via HSL. Wordt na 20:00 uur en op zondag vervangen door Intercity direct 12400 die enkel tussen Amsterdam Zuid en Rotterdam Centraal rijdt. Vormt een halfuursdienst met Eurocity direct 9500. Rijdt tot 8:00 richting Lelystad twee maal per uur ter vervanging van de Eurocity direct 9500. |
| 2600             | Intercity (NS)                                   | Almere Centrum – Amsterdam Centraal | |
| 4600             | Sprinter (NS)                                    | Amsterdam Centraal – Weesp – Almere Centrum – Almere Buiten – Almere Oostvaarders | Rijdt niet na circa 20:00 uur, op zaterdag voor circa 9:00 uur en op zondag voor circa 10:00 uur. |
| 4900             | Sprinter (NS)                                    | Utrecht Centraal – Hilversum – Almere Centrum | Stopt niet in Hilversum Media Park en Bussum Zuid. Stopt van maandag t/m vrijdag tussen circa 6:30 en 20:00 uur, op zaterdag tussen circa 10:00 en 20:00 uur en op zondag tussen circa 11:00 en 20:00 uur niet te Hollandsche Rading.                                                         |
| 5700             | Sprinter (NS)                                    | Utrecht Centraal – Hilversum – Weesp – Amsterdam Zuid – Schiphol Airport – Hoofddorp – Leiden Centraal | Rijdt niet na 20:00 uur. Rijdt vrijdag en in het weekend niet tussen Hoofddorp en Leiden Centraal. |
| 5800             | Sprinter (NS)                                    | Amersfoort Vathorst – Amersfoort Centraal – Hilversum – Weesp – Amsterdam Centraal | Rijdt in de vroege ochtend en na 22:30 uur niet tussen Amersfoort Vathorst en Amersfoort Centraal. |
| 9500             | Eurocity Direct, Beneluxtrein (NS International) | Lelystad Centrum – Almere Buiten – Almere Centrum – Amsterdam Zuid – Schiphol Airport – Rotterdam Centraal – Antwerpen-Centraal – Brussel-Zuid                                                                 | Via HSL. Tussen Schiphol en Rotterdam is bij een reis binnen Nederland een toeslag verschuldigd. Rijdt na 20:00 uur, zaterdagochtend vroeg en op zondag enkel tussen Amsterdam Zuid en Brussel-Zuid v.v.                                                                                      |
| 17800 RS 30      | Stoptrein (Arriva)                               | Zutphen – Apeldoorn | |
| 30400 RE 30      | Sneltrein (Arriva)                               | Apeldoorn – Zutphen – Winterswijk | Rijdt 's avonds van Zutphen naar Apeldoorn en van Apeldoorn naar Winterswijk. Rijdt in het weekend de gehele dag tussen Winterswijk en Apeldoorn. Stopt tussen Zutphen en Winterswijk op alle tussengelegen stations.                                                                         |
| 31300 RS 34      | Sprinter (Keolis)                                | Amersfoort Centraal – Barneveld Centrum – Ede-Wageningen | Onderdeel van de formule RRReis. |
| 31400 RS 34      | Sprinter (Keolis)                                | Amersfoort Centraal – Barneveld Centrum – Barneveld Zuid | Onderdeel van de formule RRReis. |
| Nachttrein 32790 | Nachttrein (Arriva)                              | Groningen – Assen – Zwolle – Lelystad Centrum – Almere Centrum – Amsterdam Centraal – Schiphol Airport | Rijdt alleen in de nacht van vrijdag op zaterdag. |

## Materieelinzet
In 1938 werd het het zogenaamde Middennet geëlektrificeerd en verschoof het moderne dieselelektrische stroomlijnmaterieel uit 1934 door naar de lange-afstandsverbindingen tussen de Randstad en het noorden en oosten van het land. De DE 3 treinstellen bleven ook na de elektrificatie van de Gooilijn in 1946 tussen Amsterdam en Amersfoort rijden. Nog tot het begin van de jaren 50 reden zij de doorgaande treinen naar Enschede, Groningen en Leeuwarden. Tussen Amsterdam en Amersfoort reden toen ook het Blokkendoosmaterieel en het elektrische stroomlijnmaterieel, Materieel 36 en Materieel '40. In 1951 werden de laatste dieseltreinstellen vervangen door elektrische treinstellen. Het oudere materieel en reed hierbij vooral tussen Amsterdam en Amersfoort, de diensten naar Friesland, Groningen en Twente werd door de naoorlogse treinstellen, Materieel '46 en later voornamelijk Materieel '54, gereden. Daarnaast reden er ook een aantal getrokken treinen tussen Amsterdam en Enschede. Halverwege de jaren 60 kwamen de treinstellen Plan T in de stoptreindienst op de Gooilijn te rijden. Eind jaren zestig volgden de treinstellen Plan V. Het vooroorlogse materieel werd toen buiten dienst gesteld.

### Na Spoorslag '70
Met de invoering van het nieuwe intercitynetwerk in 1970 werden een aantal materieeltypen bestemd om deze diensten te rijden. Het Materieel '54 ging het grootste deel van de intercity's tussen de Randstad, Noord-Nederland en Twente rijden. Ook reden nog altijd een aantal getrokken treinen tussen Amsterdam en Enschede. In deze treinen reden voornamelijk Plan E-rijtuigen. De treinstellen Materieel '46 reden dan nog enkele spitsdiensten op de Gooilijn. Aan het begin van de jaren tachtig was het gedaan met de inzet van Materieel '46. Het Materieel '64 reed daarna alle stoptreindiensten tussen Amsterdam, Hilversum en Amersfoort.
Ondertussen werd eind jaren zeventig speciaal voor de intercitydiensten het nieuwe Intercitymaterieel (ICM) ontwikkeld. De treinstellen werden voorzien van een zogenaamde doorloopkop, hierdoor wordt het voor reizigers en personeel mogelijk om ook tijdens de rit van treinstel te wisselen. Dit is voor de intercitydiensten tussen de Randstad en het noorden en oosten van Nederland gewenst omdat er vaak op gedeeltes van de trajecten gekoppeld gereden wordt. In 1983 startte de seriebouw van deze treinstellen en tussen 1984 en 1994 namen de 'Koplopers' (ICM) in etappes de Noord-Oost-verbindingen over van de oude Hondekoppen (mat' 54). In 1984 gingen de meeste treinen tussen Amsterdam en Groningen en Leeuwarden met het nieuwe materieel rijden. Vanaf 1986 volgden de intercity's tussen Rotterdam / Den Haag en Enschede. In dezelfde periode werden de Plan E-rijtuigen vervangen door de nieuwe intercityrijtuigen (ICR). Ten slotte werd in 1994 zowel het Materieel '54 als de getrokken treinen tussen Hoofddorp, Amsterdam en Enschede vervangen door de ICM-treinstellen.
In de stoptreindiensten op de Gooilijn verscheen halverwege de jaren tachtig in de spits het eerste Dubbeldeksmaterieel. Later kwam ook het Dubbeldeks aggloregiomaterieel (DD-AR) en het Stadsgewestelijk Materieel (SGM) zeer wisselend in de verschillende stoptreindiensten te rijden. De stoptreindiensten werden in 2009 door zowel Materieel '64, SGMm en DD-AR-materieel gereden. Materieel '64 treinstellen reden voornamelijk de treindiensten tussen Utrecht, Hilversum en Almere / Leiden. Deze treindiensten werden gemengd met DD-AR-materieel gereden. De dubbeldekkers reden daarnaast in het weekend een aantal stoptreinen tussen Amsterdam en Amersfoort. De overige treindiensten op deze verbinding werden door het SGMm gereden.

### Apeldoorn - Zutphen
Tussen Apeldoorn en Zutphen werd in 1954 de stoomtractie vervangen door de nieuwe Plan X treinstellen. De motorrijtuigen DE 1 en treinstellen DE 2 reden tot de buitendienststelling van het materieel in 1985 op deze verbinding. Daarna verschenen hier de treinstellen Plan U. Eind jaren negentig kwamen de nieuwe DM '90 treinstellen hier te rijden. Sinds 9 december 2012 rijden er rood-witte Zwitserse Stadler-treinen van het type Spurt van Arriva.

## Varia
Op 8 juni 2024 werd op diverse plekken langs de Oosterspoorweg, bij stations Naarden-Bussum, Hilversum, Baarn, Amersfoort en het huidige spoorwegmuseum Maliebaan gevierd dat het 150 jaar geleden is dat deze spoorlijn geopend werd.

## Verder lezen
- De Oosterspoorweg, De spoorlijn Amsterdam-Zutphen met zijtak Hilversum-Utrecht, auteur Michiel Ten Broek ISBN 9789462586352